# Hypaeus venezuelanus
Hypaeus venezuelanus är en spindelart som beskrevs av Simon 1900. Hypaeus venezuelanus ingår i släktet Hypaeus och familjen hoppspindlar. Inga underarter finns listade i Catalogue of Life.